# Бедфорд Хајтс (Охајо)
Бедфорд Хајтс (енгл. Bedford Heights) град је у америчкој савезној држави Охајо.

## Демографија
По попису из 2010. године број становника је 10.751, што је 624 (-5,5%) становника мање него 2000. године.
| Група             | 2000.         | 2010.         |
| Белци             | 3.103 (27,3%) | 1.916 (17,8%) |
| Афроамериканци    | 7.669 (67,4%) | 8.263 (76,9%) |
| Азијати           | 216 (1,9%)    | 124 (1,2%)    |
| Хиспаноамериканци | 182 (1,6%)    | 282 (2,6%)    |
| Укупно            | 11.375        | 10.751        |